# Typhlodromus neotransvaalensis
Typhlodromus neotransvaalensis är en spindeldjursart som beskrevs av Gupta 1978. Typhlodromus neotransvaalensis ingår i släktet Typhlodromus och familjen Phytoseiidae. Inga underarter finns listade i Catalogue of Life.